# 服部洋平
服部 洋平（はっとり ようへい、1963年〈昭和38年〉3月15日 - ）は、日本の地方公務員、土木技術者。兵庫県県土整備部長を経て同県副知事。

## 来歴
神戸市出身。1986年 大阪大学工学部を卒業し、兵庫県庁に入庁。阪神・淡路大震災や2004年台風23号の水害に対応した経験がある。2011年4月 同県県土整備部県土企画局技術企画課副課長、2012年4月 同部土木局道路街路課街路担当参事、2014年4月 同局総合治水課長、2015年4月 同部県土企画局技術企画課長(災害復興室参事(連携‣調整担当))、2017年4月 阪神北県民局宝塚土木事務所長、2018年4月 同県県土整備部土木局長、2020年 4月 同部県土企画局長兼危機管理員、同年6月 関西高速鉄道取締役、同年 県土整備部長と、土木部門一筋で財政部門や人事部門など管理系の部署の経験は特にない。2022年4月 荒木一聡が任期途中ながら辞任することに伴い兵庫県副知事就任。同県では生え抜きの技術職が副知事になるのは1976年以来という異例の人事だった。就任時に重点施策を問われた際に「大阪湾ベイエリアの活性化や基幹道路ネットワークの整備、姫路港で整備を計画する温室効果ガス排出実質ゼロのカーボンニュートラルポート」を挙げた。

### 県幹部の告発文書問題
2024年3月、西播磨県民局長 (当時) が斎藤元彦知事のパワハラなどの疑惑7項目を内部告発した。服部は内部告発の対象ではなかったが、対象者への対応から服部にも波及した。対象者の1人であった片山安孝が7月31日で副知事を辞任、同職は服部1人に。翌8月1日 やはり対象者で総務部長の井ノ本知明が病欠で兵庫県議会特別委員会を欠席、服部が対応。9月9日 兵庫県庁舎において日本維新の会から斎藤に対して辞職と出直し選挙の実施を求める申し入れを、同月12日には自民党、公明党などからも即時辞職の申し入れを受けた。
9月19日、兵庫県議会は斎藤知事への不信任決議案を全会一致で可決した。これを受け、斎藤知事が自動失職を選んだため、9月30日午前0時をもって斎藤知事は失職し、同日より副知事の服部が知事職務代理者に就任した。